# نگگوویتش
نگگوویتش (به لاتین: Niegowić) یک روستا در لهستان است که در گمینا گدوو واقع شده‌است.